# Calastacus
Calastacus is een geslacht van kreeftachtigen uit de klasse van de Malacostraca (hogere kreeftachtigen).

## Soorten
- Calastacus angulatus Coelho, 1973
- Calastacus colpos Kensley, 1996
- Calastacus crosnieri Kensley & Chan, 1998
- Calastacus formosus Komai, Lin & Chan, 2010
- Calastacus inflatus Komai, Lin & Chan, 2009
- Calastacus laevis de Saint Laurent, 1972
- Calastacus laurentae Ngoc-Ho, 2011
- Calastacus mexicanus Kensley, 1996
- Calastacus myalup Poore & Collins, 2009
- Calastacus rostriserratus Andrade & Baez, 1977
- Calastacus spinosus Coelho, 1973
- Calastacus stilirostris Faxon, 1895